# Holland International Blues Festival
Het Holland International Blues Festival (HIBF) is een jaarlijks festival met bluesmuziek in de Drentse plaats Grolloo.

## Geschiedenis
Het festival werd voor het eerst gehouden in 2016 en was een initiatief van bluesliefhebber Johan Derksen, inwoner van Grolloo en bekend tv- en radiomaker en twee bevriende ondernemers. De plaats Grolloo is onlosmakelijk met de blues verbonden door Harry Muskee die in het dorp Cuby and the Blizzards oprichtte.
In 2018 verwachtte Derksen dat het festival in 2020 voor het laatst zou worden gehouden, omdat het niet zou lukken om voldoende artiesten naar Drenthe te krijgen. Het festival ging inderdaad niet door in 2020 en 2021, maar dat was vanwege de coronapandemie. In 2022 ging het festival weer van start, maar zonder Derksen.

## Afleveringen
Hieronder volgen de afleveringen en de artiesten die er optraden.

### 2016
- vrijdag 3 juni: Ana Popovic, Jools Holland and his Rhythm and Blues Orchestra en Beth Hart
- zaterdag 4 juni: JJ Grey and Mofo, Robert Randolph and the Family Band, Supersonic Blues Machine, Bonnie Rait en Tedeschi Trucks Band

### 2017
- vrijdag 9 juni: Walter Wolfman Washington, Kenny Wayne Shepherd, Rival Sons, Laurence Jones en Buddy Guy
- zaterdag 10 juni: Vintage Trouble, The Magpie Salute, The James Hunter Six, Gov't Mule en The Fabulous Thunderbirds

### 2018
- vrijdag 8 juni: Walter Trout, Joanna Connor, King Solomon Hicks, Jeff Beck en Ringo Starr and his All-Starr Band
- zaterdag 9 juni: Joanna Shaw Taylor, Marcus King Band, Laurence Jones, Tommy Castro and the Painkillers en Joe Bonamassa

### 2019
- vrijdag 14 juni: Curtis Salgado, Danielle Nicole, Jonny Lang, Van Morrison en ZZ Top
- zaterdag 15 juni: St. Paul and the Broken Bones, Eric Gales, Delgres, Gary Clark Jr. en Lynyrd Skynyrd

### 2020 en  2021
Afgelast wegens de coronapandemie.

### 2022
Het festival werd vanwege het 5-jarig jubileum gehouden op drie dagen. John Fogerty kwam niet, in verband met de Russische invasie van Oekraïne. Beth Hart moest op het laatste moment afzeggen door gezondheidsklachten.
- donderdag 9 juni: Danny Vera, Southern Avenue, Curtis Salgado, Danielle Nicole en DeWolff
- vrijdag 10 juni: Erwin Java's Travel Party, Christone "Kingfish" Ingram, Kat Riggins, Sugaray Rayford en Walter Trout
- zaterdag 11 juni: Vintage Trouble, Chris Cain, The War and Treaty, King Solomon Hicks en Jools Holland and his Rhythm and Blues Orchestra

### 2023[9]
- vrijdag 9 juni: Hearty Har, Bette Smith, Joanne Shaw Taylor, The Teskey Brothers en John Fogerty
- zaterdag 10 juni: Nikki Hill, The Blood Brothers feat. Mike Zito & Albert Castiglia, Marc Broussard, Christone "Kingfish" Ingram en Beth Hart

### 2024[10]
- donderdag 13 juni: Grollo, Kyla Brox, Mell VF, Kai Strauss & the Electric Blues All-Stars en DeWolff XL
- vrijdag 14 juni: Thorbjørn Risager & The Black Tornado, The Devon Allman Project, JJ Grey & Mofro, Matt Andersen & the Big Bottle of Joy en Buddy Guy
- zaterdag 15 juni: Ally Venable Band, Joe Louis Walker, Eric Johanson, Robben Ford enWarren Haynes Band

### 2025[11]
- vrijdag 20 juni: Hans Lafaille, Robert Finley, JD Clayton, Bonnie Raitt, The Robert Cray Band, Jenny Don’t And The Spurs, Pokey LaFarge, Early James, Dawn Brothers en Margo Price
- zaterdag 21 juni: Kaleo, Melissa Etheridge, Seasick Steve, D.K. Harrell, Connor Selby, Leif De Leeuw Band, Tami Neilson, Jerron Paxton, Jesper Lindell, The Heavy Heavy en Tami Neilson